# 2011年の交通
2011年の交通（2011ねんのこうつう）とは、2011年（平成23年）に起こった交通関係の出来事をまとめたページである。
2010年の交通 - 2011年の交通 - 2012年の交通

## 出来事の一覧

### 3月
- 1日
  - （社名変更）  神戸山陽バス→山陽バス
  - （路線委譲）  山陽電気鉄道の路線を山陽バスに委譲。
- 7日
  - （路線新設）  横浜市交通局が、218系統に新井中学校発着便を新設。
- 11日
  - （路線延長）  山梨交通が、甲府駅-イオンモール甲府昭和線を新設。山梨医大からの延長。
- 16日
  - （路線新設）  国際興業バスが、見沼代親水公園駅-新郷前野宿線を運行開始。
  - （路線新設）  東急バス及び、京急バスが、武蔵小杉駅-羽田空港線を新設。
- 17日
  - （路線新設）  北海道バスが、札幌-函館線新設。
- 19日
  - （路線新設）  京王バス東が、南大沢駅-河口湖線を新設。

### 5月
- （海運）  中国の青島港で青島前湾新聯合集装箱埠頭有限責任公司（QQCTUA）設立[1]。

### 7月
- 16日
  - （経路変更）  鳥羽バスターミナル - 池袋・大宮線の内の1往復が、東名高速道路経由になり、横浜駅(YCAT)、新宿駅、立川駅に停車開始。

### 8月
- 1日
  - （停留所新設）  新潟 - 富山、金沢、長野線が北陸道木田に停車開始。

### 11月
- 25日
  - （海運）  中国交通運輸部が「沿海港湾の健全で持続的発展の促進に関する意見」を発表[1]。